# Nati nel 1917/Marzo
| Questa pagina contiene informazioni ricavate automaticamente dalle voci biografiche con l'ausilio del template Bio e di un bot. L'aggiornamento è periodico e automatico e ricostruisce completamente la pagina. Se manca una persona in questa lista, sei pregato di non aggiungerla, ma accertati piuttosto che la sua voce biografica contenga il template Bio e che i dati anagrafici siano correttamente compilati. Se il template Bio manca, inseriscilo tu stesso o, in alternativa, metti l'avviso {{tmp\|Bio}} che ne segnala la mancanza. Se i dati riportati sono sbagliati, correggi direttamente la voce biografica; le modifiche saranno visibili in questa lista entro pochi giorni. Per chiarimenti vedi il progetto biografie. La lista contiene solo le 130 persone che sono citate nell'enciclopedia e per le quali è stato implementato correttamente il template Bio. Pagina aggiornata al 2 ago 2025. |

- 1º marzo - Giuseppe Arezzi, calciatore italiano († 1990)
- 1º marzo - Mario Celso, inventore italiano († 1994)
- 1º marzo - Ralph J. Gleason, critico musicale, musicologo e saggista statunitense († 1975)
- 1º marzo - Robert Lowell, poeta statunitense († 1977)
- 1º marzo - Raymond Rasch, compositore statunitense († 1964)
- 1º marzo - Fadwa Tuqan, poetessa e saggista palestinese († 2003)
- 2 marzo - Desi Arnaz, attore, comico e musicista cubano († 1986)
- 2 marzo - Laurie Baker, architetto indiano († 2007)
- 2 marzo - John Gardner, compositore britannico († 2011)
- 2 marzo - David Goodis, scrittore statunitense († 1967)
- 3 marzo - Giovanni Garau, militare e marinaio italiano († 1941)
- 3 marzo - Giuseppe Goracci, militare e aviatore italiano († 1940)
- 3 marzo - Françoise Landowski-Caillet, pianista e pittrice francese († 2007)
- 3 marzo - Sameera Moussa, fisica egiziana († 1952)
- 4 marzo - Piet Bromberg, hockeista su prato olandese († 2001)
- 4 marzo - Al Koran, illusionista britannico († 1972)
- 4 marzo - Werner Lohrer, hockeista su ghiaccio svizzero († 1991)
- 5 marzo - Harold Garnet Callan, biologo e zoologo britannico († 1993)
- 5 marzo - Accursio Di Leo, attore e regista italiano († 1997)
- 5 marzo - Clemente Fracassi, regista e produttore cinematografico italiano († 1993)
- 5 marzo - Danilo Michelini, calciatore italiano († 1983)
- 5 marzo - Raymond P. Shafer, politico statunitense († 2006)
- 5 marzo - Wang Su-bok, cantante nordcoreana († 2003)
- 6 marzo - Donald Davidson, filosofo statunitense († 2003)
- 6 marzo - Will Eisner, fumettista statunitense († 2005)
- 6 marzo - Samael Aun Weor, esoterista colombiano († 1977)
- 6 marzo - Frankie Howerd, attore inglese († 1992)
- 6 marzo - Oswald Karch, pilota automobilistico tedesco († 2009)
- 6 marzo - George Newberry, pistard britannico († 1978)
- 6 marzo - Irv Torgoff, cestista statunitense († 1993)
- 7 marzo - Betty Holberton, programmatrice statunitense († 2001)
- 7 marzo - Pietro Leone, insegnante italiano († 1970)
- 8 marzo - Leslie Fiedler, critico letterario e scrittore statunitense († 2003)
- 8 marzo - Karl Frei, ginnasta svizzero († 2011)
- 8 marzo - Ernst von Glasersfeld, filosofo tedesco († 2010)
- 8 marzo - O Jin-u, generale e politico nordcoreano († 1995)
- 9 marzo - Dante Fascell, politico statunitense († 1998)
- 9 marzo - Francesco Ferrero, militare italiano († 1943)
- 9 marzo - Algirdas Julien Greimas, linguista e semiologo lituano († 1992)
- 9 marzo - Luigi Gullo, politico italiano († 1998)
- 9 marzo - Seizaburō Yoshii, cestista giapponese († 1947)
- 10 marzo - David Hare, artista statunitense († 1992)
- 10 marzo - John Putnam Merrill, medico statunitense († 1984)
- 11 marzo - Earl Bellamy, regista statunitense († 2003)
- 11 marzo - Carlos Blanco Hernández, sceneggiatore spagnolo († 2013)
- 11 marzo - Piero Tempesti, astronomo italiano († 2011)
- 12 marzo - Giovanni Benedetti, vescovo cattolico, teologo e giornalista italiano († 2017)
- 12 marzo - Leonard Chess, produttore discografico statunitense († 1969)
- 12 marzo - Millard Kaufman, sceneggiatore e scrittore statunitense († 2009)
- 12 marzo - Otakar Nožíř, calciatore cecoslovacco († 2006)
- 12 marzo - Donato Sanità, militare e partigiano italiano († 1984)
- 12 marzo - Googie Withers, attrice britannica († 2011)
- 14 marzo - Marv Huffman, cestista statunitense († 1983)
- 14 marzo - Karl Nicolussi-Leck, militare († 2008)
- 15 marzo - Aldo Rendine, attore italiano († 1987)
- 16 marzo - Giuliano Gobetto, calciatore italiano
- 16 marzo - Ezio Monti, generale e aviatore italiano († 2012)
- 17 marzo - Carlo Cassola, scrittore, saggista e partigiano italiano († 1987)
- 17 marzo - Ratko Čolić, calciatore jugoslavo († 1999)
- 17 marzo - Gabriel Fajardo, cestista e allenatore di pallacanestro filippino († 2008)
- 17 marzo - Hans Philipp, militare e aviatore tedesco († 1943)
- 18 marzo - Riccardo Brengola, violinista italiano († 2004)
- 18 marzo - Mircea Ionescu-Quintus, politico rumeno († 2017)
- 18 marzo - Joaquim Teixeira, calciatore portoghese († 1976)
- 19 marzo - Antonio Gradoli, attore italiano († 1990)
- 19 marzo - Jan van Kilsdonk, teologo e presbitero olandese († 2008)
- 19 marzo - Erich Leibenguth, calciatore tedesco († 2005)
- 19 marzo - Dinu Lipatti, pianista e docente rumeno († 1950)
- 19 marzo - Curley Russell, contrabbassista statunitense († 1986)
- 19 marzo - László Szabó, scacchista ungherese († 1998)
- 20 marzo - Peter Caddy, militare, esoterista e attivista britannico († 1994)
- 20 marzo - Donald Hawgood, canoista canadese († 2010)
- 20 marzo - Hans Hohenester, bobbista tedesco († 2001)
- 20 marzo - Vera Lynn, cantante britannica († 2020)
- 20 marzo - Antonio Marzotto Caotorta, politico italiano († 2011)
- 20 marzo - Adolfo Rebez, militare e aviatore italiano († 1941)
- 20 marzo - Yigael Yadin, generale, archeologo e politico israeliano († 1984)
- 21 marzo - Gino Cesaretti, romanziere, poeta e giornalista italiano († 2015)
- 21 marzo - Anton Coppola, compositore e direttore d'orchestra statunitense († 2020)
- 21 marzo - Pietro Corsini, generale italiano († 1991)
- 21 marzo - Juris Solovjovs, cestista lettone († 2007)
- 22 marzo - Ewald Cebula, allenatore di calcio e calciatore polacco († 2004)
- 22 marzo - Hélène Duc, attrice francese († 2014)
- 22 marzo - Zuzanna Ginczanka, poetessa polacca († 1944)
- 22 marzo - Virginia Grey, attrice statunitense († 2004)
- 22 marzo - Irving Kaplansky, matematico canadese († 2006)
- 22 marzo - Edward Francis Kelly, vescovo cattolico australiano († 1994)
- 22 marzo - Paul Rogers, attore britannico († 2013)
- 23 marzo - Evgenij Chaldej, fotografo sovietico († 1997)
- 23 marzo - Antoine Mattei, militare francese († 1981)
- 23 marzo - Oscar Shumsky, violinista statunitense († 2000)
- 23 marzo - Armando Testa, pubblicitario, disegnatore e animatore italiano († 1992)
- 23 marzo - Kenneth Tobey, attore statunitense († 2002)
- 24 marzo - Constantin Andreou, pittore e scultore greco († 2007)
- 24 marzo - John Kendrew, biochimico e cristallografo inglese († 1997)
- 24 marzo - Fantasio Piccoli, regista teatrale italiano († 1981)
- 24 marzo - Alex Steinweiss, designer statunitense († 2011)
- 24 marzo - Frank Villard, attore francese († 1980)
- 25 marzo - Concetto Focaccetti, militare italiano († 1943)
- 25 marzo - Francesco Guarnaschelli, arbitro di calcio italiano († 2000)
- 25 marzo - Grady Lewis, cestista e allenatore di pallacanestro statunitense († 2009)
- 25 marzo - Gerardo Sergi, militare italiano († 1944)
- 26 marzo - John Cunnison Catford, linguista scozzese († 2009)
- 26 marzo - Roger Cnockaert, ciclista su strada belga († 1988)
- 26 marzo - Teresio Martinoli, aviatore italiano († 1944)
- 26 marzo - Mario Panagini, calciatore italiano
- 26 marzo - Emmanuel Thoma, ciclista su strada belga († 2002)
- 26 marzo - Rufus Thomas, cantante e disc jockey statunitense († 2001)
- 27 marzo - Ján Gogoľ, calciatore slovacco
- 27 marzo - Manlio Guberti Helfrich, pittore, incisore e scrittore italiano († 2003)
- 27 marzo - Ángel Laferrara, calciatore argentino († 1990)
- 27 marzo - Enrico Manfrini, scultore e incisore italiano († 2004)
- 27 marzo - Werner Spring, bobbista svizzero († 1959)
- 27 marzo - Cyrus Vance, politico e avvocato statunitense († 2002)
- 28 marzo - Walter Aronsson, bobbista svedese († 2010)
- 28 marzo - Oscar Chirimini, calciatore uruguaiano († 1961)
- 28 marzo - Jack Dunn, pattinatore artistico su ghiaccio britannico († 1938)
- 28 marzo - Decio Scardaccione, economista e politico italiano († 2003)
- 28 marzo - Sergio Scarpa, politico italiano († 2007)
- 29 marzo - Herbert Saffir, ingegnere statunitense († 2007)
- 30 marzo - Herbert Anderson, attore statunitense († 1994)
- 30 marzo - Edmond Amran El Maleh, scrittore e attivista marocchino († 2010)
- 30 marzo - Osman Abdel Hafeez, schermidore egiziano († 1958)
- 30 marzo - Darina Laracy, giornalista irlandese († 2003)
- 30 marzo - Leonardo Savioli, architetto e pittore italiano († 1982)
- 30 marzo - Alec Stock, calciatore e allenatore di calcio inglese († 2001)
- 31 marzo - Sebastiano Caprino, giornalista e conduttore radiofonico italiano († 1945)
- 31 marzo - Lisa Davanzo, pedagogista e poetessa italiana († 2006)
- 31 marzo - Dorothy DeLay, violinista e docente statunitense († 2002)
- 31 marzo - Jan Wyżykowski, geologo polacco († 1974)